# Амилия (окръг, Вирджиния)
Окръг Амилия (на английски: Amelia County) е окръг в щата Вирджиния, Съединени американски щати. Площта му е 930 km², а населението - 11 400 души (2000). Административен център е населеното място Амилия.